# Spider (música)
Jennifer Osakpolor Irabor (nacida en 1998 o 1999), conocida profesionalmente como Spider, es una música irlandesa. Nacida en Tallaght, se mudó a Londres a los 18 años para estudiar en la Universidad BIMM; Después de que productores masculinos la presionaran para que lanzara synth pop bajo el nombre de Jenn, dejó de hacer música durante un par de años como resultado de la desilusión y posteriormente lanzó pop alternativo bajo el nombre de Spider. Ella es miembro de Loud LDN.

## Biografía

### Primeros años de vida
Jennifer Osakpolor Irabor nació en 1998 o 1999 en Tallaght, hija de un conductor Luas y una profesora, y tiene un hermano. Creció en un estricto hogar católico nigeriano y asistió a una escuela católica. Sus padres tocaban música góspel nigeriana y éxitos en las listas; El primer álbum pop que compró fue un CD de Gwen Stefani, que encontró mientras ella y su padre estaban comprando alimentos. Pasó un período actuando, aunque lo dejó a los doce años, antes de pasar por fases de escritura, YouTube y diseño gráfico. Después de que se le prohibiera asistir a conciertos, encontró comunidades deTwitter y Tumblr,  y pasó un tiempo operando varias cuentas de Stan Twitter,  incluida la administración conjunta de una cuenta stan de 5 Seconds of Summer junto con otras dos mujeres de Londres.
Por esta época, descubrió artistas alternativos como Bring Me the Horizon, Halsey y Lorde; después de escuchar Badlands de Halsey, decidió dedicarse a hacer música alternativa, basándose en que no había suficientes mujeres negras haciendo música de este género. Comenzó a escribir composiciones originales a los dieciséis años, después de ver el éxito de los artistas irlandeses negros Soulé y Hare Squead, y después de que su padre le comprara un teclado Argos barato y un amigo le diera lecciones; sus primeros esfuerzos fueron intentos de imitar a sus artistas favoritos. A los 18 años, se mudó a Londres para estudiar en la Universidad BIMM y comenzó a lanzar synth pop bajo el nombre de Jenn; en ese momento, los productores masculinos no estaban dispuestos a permitir que su sonido se diversificara más allá del R&B, y abandonó la industria musical desilusionada durante poco menos de dos años.

### Carrera
En el momento de la pandemia de COVID-19 en el Reino Unido, estaba gravemente deprimida y el encierro la obligó a confrontar sus sentimientos; revitalizada, reanudó su producción, adoptando el nombre artístico de Spider («araña» en inglés) después de que arañas comenzaran a aparecer en su habitación, que argumentó eran una señal para volver a ser creativa. Uno de los primeros temas que lanzó después de volver a hacer música fue «Water Sign», un tema parcialmente inspirado en Olokun, una deidad andrógina nigeriana. La canción se volvió viral en línea a pesar de que los blogs disminuyeron su cobertura; en abril de 2023, la pista había recibido más de 160 000 me gusta en TikTok.
Su seguimiento, «I'm Fine! I'm Good! I'm Perfect», fue escrita luego de una crisis emocional en su vigésimo primer cumpleaños; Se lanzó un vídeo musical para la canción, que se inspiró en elementos básicos de la cultura pop adolescente, como las fiestas en casa, Tumblr y Skins. Un video de TikTok utilizado para promocionar el sencillo se volvió muy popular entre la gente de color antes de recibir grandes cantidades de comentarios negativos y luego fue eliminado por TikTok, lo que llevó a Irabor a subir un video acusando al sistema de informes de TikTok de usarse contra comunidades marginadas. Luego lanzó un EP, «C.O.A.», que significaba Coming of age («Mayoría de edad»); concebido como una representación auténtica de la vida de los adolescentes negros, el álbum incluía «Water Sign», «I'm Fine! I'm Good! I'm Perfect» y la pista principal «U Get High/I Get Nothing», que fue escrito sobre sus experiencias de mal trato por parte de su pareja. Luego se unió a Loud LDN, un colectivo de mujeres y músicos de género queer con sede en Londres fundado en mayo de 2022.
Poco después de tomarse un descanso de TikTok, inició una sesión con Earl Saga, a quien había conocido a través de conexiones en la industria que había hecho tras el éxito de «Water Sign». Después de opinar que la música debería usarse para hacer declaraciones radicales, escribió «America's Next Top Model», una respuesta beligerante a quienes habían intentado cerrarla de la industria de la música, que lanzó en febrero de 2023; se lanzó un video musical de la canción, en el que Irabor baila mientras ignora a hombres blancos que le gritan. Un sencillo posterior, «Growing Into It»,  detalló su desprecio por los exnovios que persiguen influencia de sus amigas, y en abril de 2023, lanzó el EP Hell or High Water, que incluía «America's Next Top Model» y «Growing Into It». Luego apoyó a Blackpink en su Born Pink World Tour. En noviembre de 2023, lanzó el sencillo «Straight Out the Oven», una canción que cuestionaba sus deseos de ser convencionalmente atractiva y de que los hombres tóxicos la validaran, y anunció un tercer EP, An Object of Desire, que contenía su versión sobre su experiencia de cosificación, deseo e intimidad como una adulta joven que había crecido en un ambiente católico. Lanzó otro sencillo, «Daisy Chain», una canción sobre la invasión de su espacio personal, seguida de An Object of Desire en febrero de 2024.

## Arte
En una entrevista de abril de 2022 con Notion, Irabor señaló que como Spider se inspiró predominantemente en Lorde, Halsey y Taylor Swift, citando específicamente la forma de Swift con las palabras, y señaló que gravitaba hacia artistas con prósperas comunidades en línea. Para Hell or High Water, compiló su sonido analizando las notas que tomaba en las canciones que le gustaban, como la línea de bajo de «Vroom Vroom» de Charli XCX y la guitarra de «Flesh Without Blood» de Grimes; las notas del vídeo musical de «America's Next Top Model» tenían diecinueve páginas. En febrero de 2024, The Irish Times escribió que gran parte de su influencia actual provenía del rock de los noventa liderado por mujeres y de bandas alternativas como Veruca Salt y Hole, con mayor inspiración de Wet Leg, Gus Dapperton y Momma. Además, Tara Joshi de  The Guardian describió Hell or High Water como «palpitante con energía punk disonante». En abril de 2023, NME describió sus obras como «pop alternativo».
Irabor se caracteriza por tener una personalidad segura en el escenario; durante su actuación en el The Great Escape Festival de 2023, se quejó de su audiencia varias veces por responder sin entusiasmo, mientras que durante una actuación como parte de la serie «Hello 2024» de DIY en The Old Blue Last en Londres, usó una pista para pedir a la audiencia que nombrara a sus «ex de mierda» y terminó diciéndole a la audiencia «que le digan a los intolerantes que se vayan a la mierda». En julio de 2023, Dork atribuyó su descaro a que se volvió viral durante la pandemia y, por lo tanto, a no tener que actuar en vivo hasta más tarde, lo que significó que tuvo más tiempo para desarrollar la confianza en ser ella misma en el escenario.